# Második Mateusz Morawiecki-kormány
A második Mateusz Morawiecki-kormány 2019 novemberében alakult, miután a lengyel Jog és Igazságosság nyerte a parlamenti választást Lengyelországban.

## A Kormány tagjai
| Név                                                           | Hivatal kezdete    | Hivatal vége | Párt                | Párt |
| ------------------------------------------------------------- | ------------------ | ------------ | ------------------- | ---- |
| Miniszterelnök                                                |                    |              |                     |      |
| Mateusz Morawiecki                                            | 2019. november 15. | hivatalban   | Jog és Igazságosság |      |
| Miniszterelnök-helyettes, nemzetpolitikáért felelős miniszter |                    |              |                     |      |
| Piotr Gliński                                                 | 2019. november 15. | hivatalban   | Jog és Igazságosság |      |
| Miniszterelnökséget vezető miniszter                          |                    |              |                     |      |